# La collana
La collana (Plokion) è una commedia scritta dal commediografo Menandro nel III secolo a.C.. 
Dell'opera ci restano 15 frammenti di tradizione indiretta, oltre alla testimonianza del fatto che, circa un secolo dopo la stesura originale, lo scrittore latino Cecilio Stazio scrisse il Plocium, di argomento simile all'originale . Dato che l'opera ci è giunta frammentaria, non si può, comunque, dedurre correttamente lo svolgersi della vicenda.

## Trama
I protagonisti sono Lachete un vecchio , sua moglie, l'ereditiera Crobile, una serva e due figli, un maschio (Moschione) e una femmina. Mentre la madre vorrebbe far sposare il giovane Moschione con una ragazza di buona famiglia, opponendosi all'amore che egli prova per una ragazza di oscure origini, il marito sembra pensare solo alla felicità sua e dei figli. 
Tuttavia la matrona, di carattere dispotico, governa la casa con pugno di ferro e sospetta che il marito abbia una tresca con una giovane servettaː
 
alla mia eredità, non te l'ho detto? 

Ma questo di sicuro no! Noi abbiamo 

la padrona di casa, campi e tutto quanto,
 
ohǃ, per Apollo, che calvario immondoǃ

E' cosa assai seccante! Non la vuole 

più nessuno, lo so, ma di sicuro 

farà più danno al figlio ed alla figlia 

invece che a me.»
(Menandro fr. 297 Kassel-Austin (trad. A. D'Andria))
La vicenda si concluderebbe con la riappacificazione di tutta la famiglia grazie ad una preziosa collana che permette a Moschione di sposare la donna di cui è innamorato, rivelatasi ricca, con buona pace della terribile Crobile.